# Associação Europeia de Atletismo
A Associação Europeia de Atletismo – AEA - é a entidade que organiza o atletismo na Europa. 
 Foi fundada em 1969 e reconstituída em 2003, estando sediada na cidade de Lausanne, na Suíça.
 Está filiada na IAAF - Associação Internacional de Federações de Atletismo.

## Federações afiliadas
As seguintes federações são filiadas da Associação Europeia de Atletismo:
| País                 | Federação                                           | Link |
| -------------------- | --------------------------------------------------- | ---- |
| Albânia              | Federata Shqiptarë e Atletikes                      |      |
| Andorra              | Federació Andorrana d'Atletisme                     |      |
| Armênia              | Armenian Athletic Federation                        |      |
| Áustria              | Österreichischer Leichtathletik-Verband             |      |
| Azerbaijão           | Azerbaijan Athletics Federation                     |      |
| Bélgica              | Ligue royale belge d'athlétisme                     |      |
| Bielorrússia         | Belarus Athletic Federation                         |      |
| Bósnia e Herzegovina | Athletic Federation of Bosnia & Herzegovina         |      |
| Bulgária             | Bulgarian Athletic Federation                       |      |
| Chipre               | The Amateur Athletic Association of Cyprus          |      |
| Croácia              | Hrvatski Atletski Savez                             |      |
| Dinamarca            | Dansk Atletik Forbund                               |      |
| Estónia              | Estonian Athletic Association                       |      |
| Finlândia            | Suomen Urheiluliitto                                |      |
| França               | Fédération française d'athlétisme                   |      |
| Geórgia              | Athletic Federation of Georgia                      |      |
| Alemanha             | Deutscher Leichtathletik-Verband                    |      |
| Gibraltar            | Gibraltar Amateur Athletic Association              |      |
| Grécia               | Association hellénique d'athlétisme amateur (SEGAS) |      |
| Irlanda              | Athletics Ireland                                   |      |
| Islândia             | Frjálsíþróttasamband Íslands (FRI)                  |      |
| Israel               | Israeli Athletic Association                        |      |
| Itália               | Federazione Italiana di Atletica Leggera            |      |
| Letónia              | Latvian Athletics Association                       |      |
| Liechtenstein        | Liechtensteiner Turn-und Leichtathletik-Verband     |      |
| Lituânia             | Athletic Federation of Lithuania                    |      |
| Luxemburgo           | Fédération luxembourgeoise d'athlétisme             |      |
| Macedônia do Norte   | Atletska Federacija na Makedonija                   |      |
| Malta                | Malta Amateur Athletic Association                  |      |
| Moldávia             | Federatia de Atletism din Republica Moldova         |      |
| Mónaco               | Fédération monégasque d'athlétisme                  |      |
| Montenegro           | Athletic Federation of Montenegro                   |      |
| Noruega              | Norges Fri-Idrettsforbund                           |      |
| Países Baixos        | Royal Dutch Athletics Federation                    |      |
| Polónia              | Polski Zwiazek Lekkiej Atletyki                     |      |
| Portugal             | Federação Portuguesa de Atletismo                   |      |
| Reino Unido          | UK Athletics                                        |      |
| Chéquia              | Český atletický svaz                                |      |
| Roménia              | Federatia Romana de Atletism                        |      |
| Rússia               | All-Russia Athletic Federation                      |      |
| San Marino           | Federazione Sammarinese Atletica Leggera            |      |
| Sérvia               | Athletic Federation of Serbia                       |      |
| Eslováquia           | Slovak Athletic Federation                          |      |
| Eslovênia            | Atletska Zveza Slovenije                            |      |
| Espanha              | Real Federación Española de Atletismo               |      |
| Suécia               | Svenska Friidrottsförbundet                         |      |
| Suíça                | Schweizerischer Leichtathletik-Verband              |      |
| Turquia              | Turkiye Atletizm Federasyonu                        |      |
| Ucrânia              | Ukrainian Athletic Federation                       |      |
| Hungria              | Magyar Atletikai Szovetseg                          |      |

## Presidência
| Mandato         | Nome              |
| --------------- | ----------------- |
| 1969–1976       | Adriaan Paulen    |
| 1976–1987       | Arthur Gold       |
| 1987–1999       | Carl-Olaf Homén   |
| 1999–2015       | Hansjörg Wirz     |
| 2015-atualidade | Svein Arne Hansen |

## Competições
- Campeonatos da Europa de Atletismo
- Campeonato Europeu de Atletismo em Pista Coberta
- Campeonato Europeu de Atletismo Sub-23
- Campeonato Europeu de Atletismo Sub-20
- Campeonato Europeu de Atletismo Sub-18
- Campeonato da Europa de Corta-Mato
- Campeonato Europeu de Corrida de Montanha
- Campeonato da Europa de Nações